# 小高村 (茨城県)
小高村（おだかむら）は茨城県行方郡にかつて存在した村である。

## 地理
- 現在の行方市の南部、旧麻生町の西部に位置する。
- 村は霞ヶ浦の東岸に位置している。
- 村域は台地と平地が入り組む谷戸が多い地形になっている。

## 歴史

### 村域の変遷
- 1889年（明治22年）4月1日 - 町村制施行により、橋門村・旧来の小高村・井貝村・南村・島並村が合併し行方郡小高村が発足。
- 1955年（昭和30年）3月31日 - 麻生町・大和村・太田村・行方村と合併し、改めて麻生町が発足。同日小高村廃止。

変遷表
| 1868年 以前 | 1868年 以前 | 明治22年 4月1日 | 昭和30年 3月31日 | 平成17年 9月2日 | 現在   |
| ----------- | ----------- | --------------- | ---------------- | --------------- | ------ |
|             | 橋門村      | 小高村          | 麻生町           | 行方市          | 行方市 |
|             | 小高村      | 小高村          | 麻生町           | 行方市          | 行方市 |
|             | 井貝村      | 小高村          | 麻生町           | 行方市          | 行方市 |
|             | 南村        | 小高村          | 麻生町           | 行方市          | 行方市 |
|             | 島並村      | 小高村          | 麻生町           | 行方市          | 行方市 |

## 人口・世帯

### 人口
総数 [単位： 人]
| 1891年（明治24年） | 1,894 |
| 1920年（大正 9年） | 2,619 |
| 1935年（昭和10年） | 2,896 |
| 1950年（昭和25年） | 3,878 |

### 世帯
総数 [単位： 世帯]
| 1920年（大正 9年） | 460 |
| 1935年（昭和10年） | 492 |
| 1950年（昭和25年） | 648 |